# Hostelworld.com
Hostelworld.com es una página web que enlaza a hostales en más de 165 países y cuenta con alrededor de 12,055 hostales en los 5 continentes. Alrededor de 250.000 personas al mes reservan un hostal a través de esta página.

## Generalidades
Hostelworld ofrece algunas ventajas para aquellos que buscan viajar de "mochilazo", es decir, estudiantes que no buscan lujos sino más bien camas simples y con algo de espíritu de juventud, lo que se encuentra en los Albergue juveniles.
Los pagos de la reserva requieren de una tarjeta de débito o de crédito de cualquier tipo y la página cuenta con la garantía VeriSign. Aunque no se garantiza el servicio, sí cobrarán el depósito.
Las páginas contienen una descripción de las características del hostal, así como las diferentes formas de llegar a él, desde estaciones o aeropuertos.

## Evaluación
Una de las características de la página es presentar la evaluación de las personas que estuvieron en los hostales, con esta evaluación se puede esperar algo concreto del hostal y evitar "sorpresas".
En ciudades de alto tránsito turístico es posible también encontrar mapas de la ciudad con los puntos más importantes.

## Empresa
La empresa nace en 1999 con el propósito de simplificar las reservas de hostales alrededor del mundo. En 2006 tiene 70 empleados en oficinas ubicadas en Dublín, Sídney y San Mateo California, 
La página en realidad no se responsabiliza de que quién haga la reserva obtenga un lugar y si se produce algún problema, la página se hará responsable únicamente del depósito que se pagó por la reserva.
Hostelworld es patrocinador de Unicef.
- Datos: Q5903248